# کرم برنده

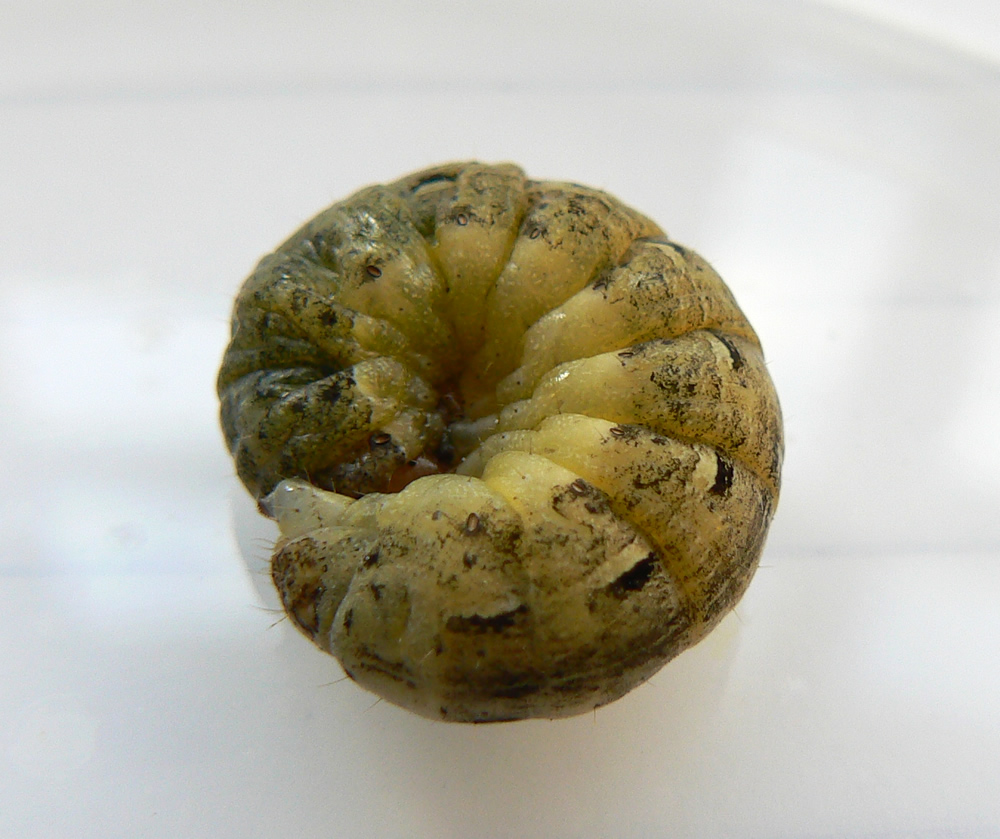

کرمِ بُرنده (به انگلیسی: Cutworm) لارو پروانه هست که در طول روز در زیر آشغال یا خاک پنهان شده و در تاریکی برای تغذیه از گیاهان بیرون می‌آید. لارو معمولاً به اولین بخش گیاه که با آن مواجه می‌شود یعنی ساقهٔ نهال حمله می‌کند و در نتیجه موجب بریدن و افتادن آن می‌گردد، به همین دلیل نام آن را کرم برنده گذاشته‌اند. کرم‌های برنده کرم جانور نیستند، بلکه از نظر بیولوژیکی کرم پیله‌ساز هستند.